# 暴脹時期
暴脹時期是物理宇宙學在早期的宇宙演化中，在暴脹理論中的一段時期，宇宙經歷了快速膨脹的一段時期。快速的膨脹使早期的宇宙在線性尺度上至少膨脹了1026 (並且可能是更大的尺度)，並且使它的體積至少增加了1078。
膨脹被認為是由相變引起的，從大爆炸之後大約10-36秒的大一統時期結束之後開始。在理論上認為這一個時期是標量場的轉換階段，被稱為暴脹場。當這個場確定整個宇宙進入最低能階狀態，它產生了一個導致時空迅速膨脹的斥力。這個膨脹解釋了當前宇宙的許多特性，若沒有暴脹時期則很難解釋。 
暴脹時期的結束時間並不很確定，但人們認為是在大爆炸之後的10-33和 10-32秒之間。空間快速擴張的意義是大一統時期產生的基本粒子很均勻的散布在整個宇宙的空間。但是在暴脹時期結束時釋放出的巨大暴脹場位能重新填充了宇宙，混合了熱的夸克、反夸克和膠子。

## 外部連結
- Inflation for Beginners （页面存档备份，存于） by John Gribbin